# Brook Taylor
Brook Taylor (Londres, 18 de agosto de 1685 – Londres,  30 de novembro de 1731) foi um matemático britânico. Foi eleito Membro da Royal Society em 1712.

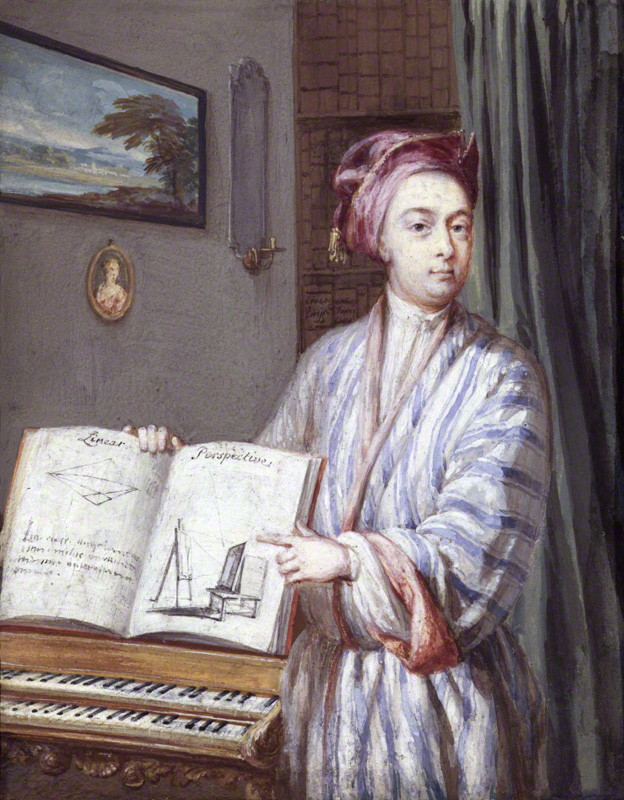
Brook Taylor

Taylor teve um trabalho publicado pelo seu neto após sua morte em 1793, intitulado Contemplatio Philosophica. Vários trabalhos seus foram publicados em Phil. Trans., vols. xxvii. a xxxii., incluindo relatórios sobre trabalhos em magnetismo e atração capilar. Publicou em 1719 o livro New Principles of Linear Perspective, uma versão melhorada do seu trabalho pioneiro intitulado Linear Perspective de 1715. Obra que foi revisada por John Colson em 1749 e reeditada em 1811. Taylor realizou a primeira investigação satisfatória sobre refração astronômica.

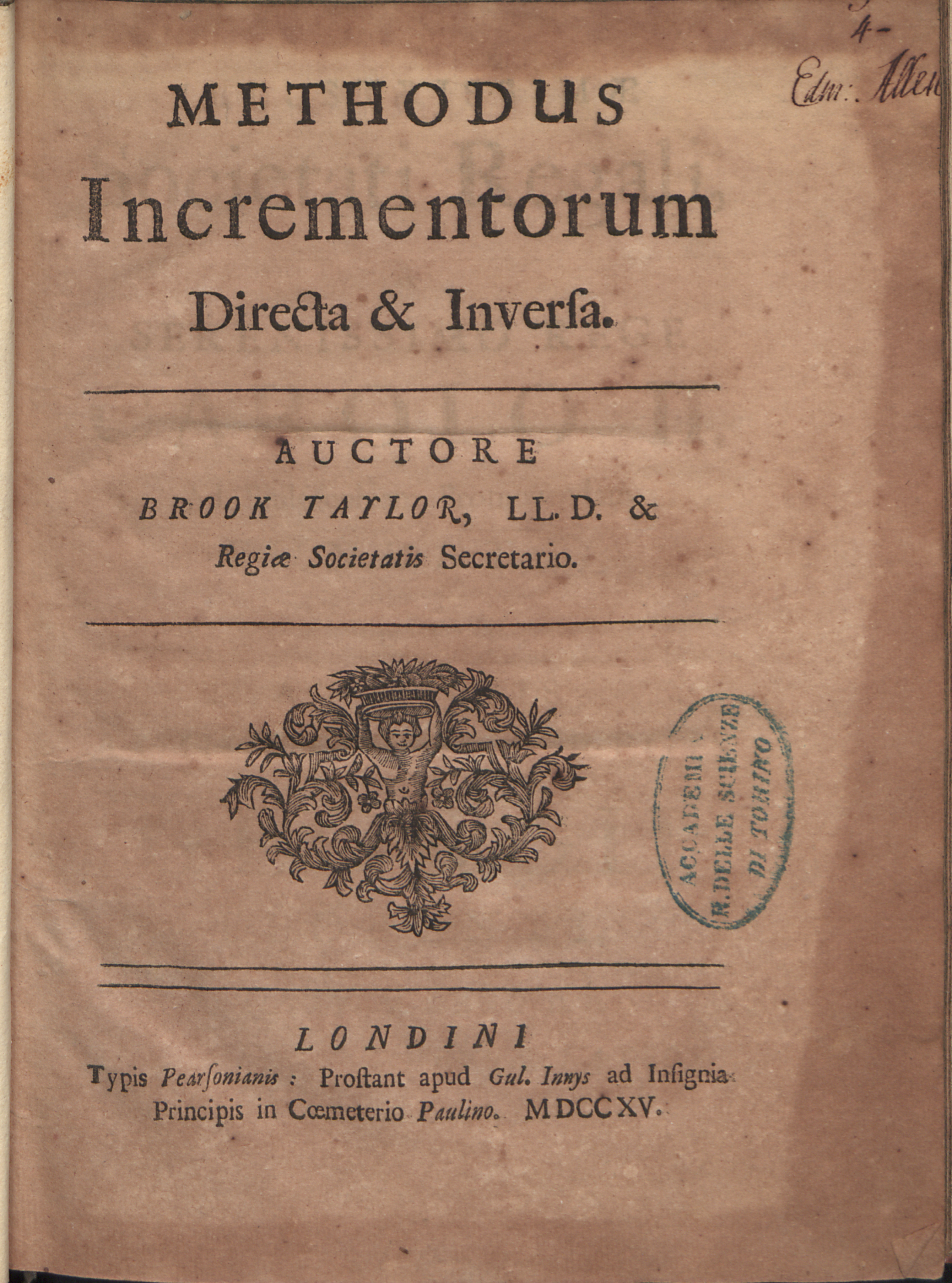
Methodus incrementorum directa et inversa, 1715

## Escritos selecionados
O neto de Taylor, Sir William Young, imprimiu uma obra póstuma intitulada Contemplatio Philosophica para circulação privada em 1793, (2º Bart., 10 de janeiro de 1815). O trabalho foi precedido por uma biografia, e tinha um apêndice contendo cartas endereçadas a ele por Bolingbroke, Bossuet e inúmeros outros.
Vários artigos curtos de Taylor foram publicados em Phil. Trans vols. xxvii a xxxii, que inclui relatos de experimentos em magnetismo e atração capilar . Em 1719, Brook publicou uma versão melhorada de seu trabalho sobre perspectiva, Novos Princípios de Perspectiva Linear , que foi revisada por John Colson em 1749. Uma tradução francesa foi publicada em 1757. Foi reimpresso, com um retrato e uma breve biografia, em 1811.
- Taylor, Brook (1715a), Methodus Incrementorum Directa et Inversa, Londres: William Innys.
  - Tradução em inglês anotada por Ian Bruce
- Taylor, Brook (1715b), Linear Perspective: Or, a New Method of Representing Justly All Manner of Objects as They Appear to the Eye in All Situations, Londres: R. Knaplock, cópia arquivada em 11 de abril de 2016.